# Ciclismo de estrada

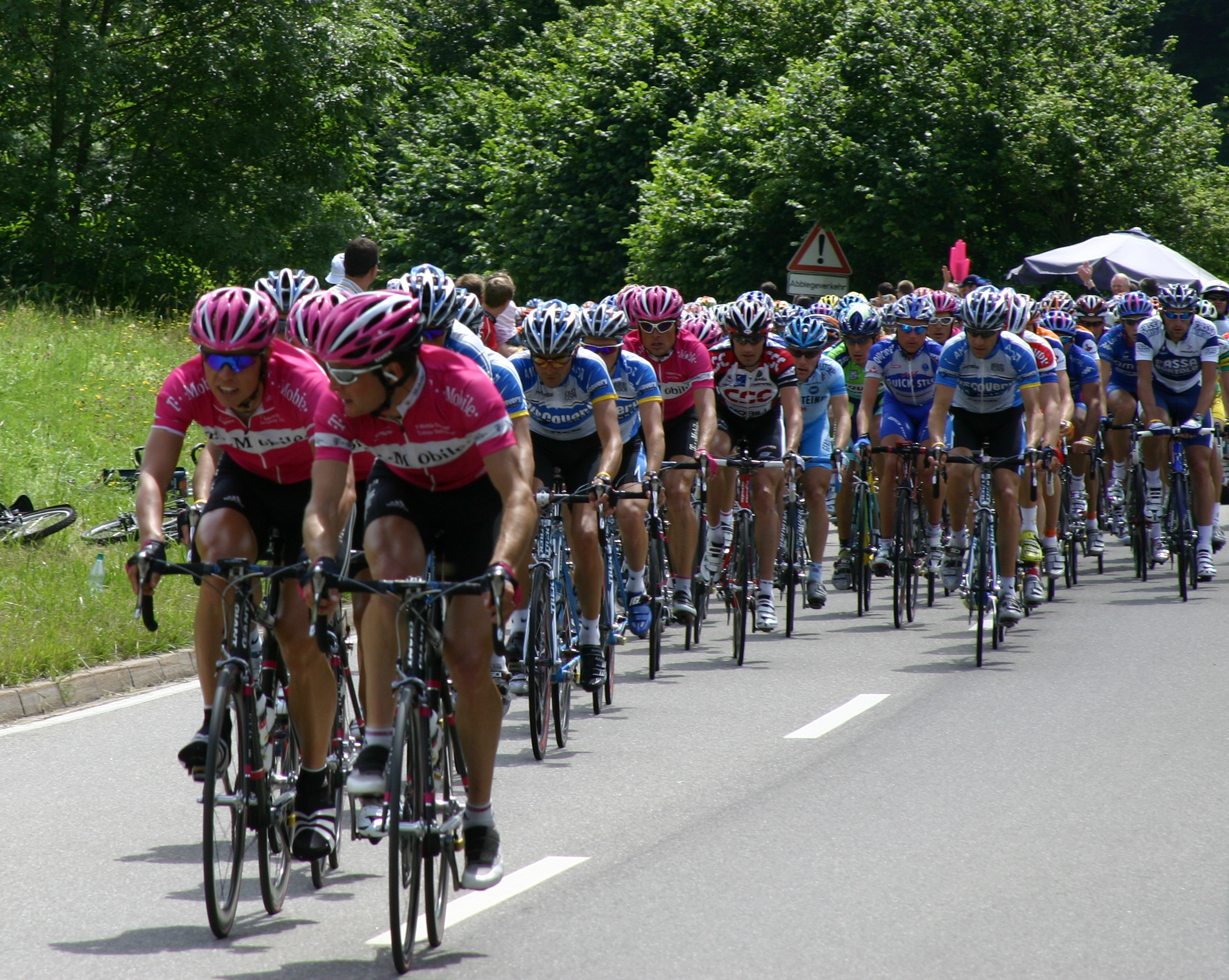
Pelotão no Tour de France de 2005

Ciclismo de estrada ou ciclismo em estrada é um tipo de competição esportiva, derivada do ciclismo, disputada em estradas utilizando de bicicletas próprias para dar para o ciclista este fim que, no Brasil, são conhecidas por Road Bike ou Speed.
O ciclismo de estrada é um esporte bastante popular no mundo inteiro, mas principalmente na Europa. Os países com maior número de competidores e de apoiantes são a Alemanha, a Bélgica, a Espanha, a França, a Itália, os Países Baixos, Portugal e a Suíça.
No Brasil, até o início da década de 1990, o esporte era praticamente ignorado pela mídia. Nos últimos anos, vem ganhando visibilidade e, desde o início desta década, a televisão aberta vem cobrindo vários eventos desta modalidade como, por exemplo, o Tour de France, La Vuelta de España e Il Giro d'Italia além das regionais Copa América de Ciclismo e a Copa da República de Ciclismo.

## Histórico
Os primeiros registros de corridas de ciclismo de estrada datam do século XIX, mais especificamente em 31 de maio de 1868, tendo a prova acontecido no Parc de Saint-Cloud, em Paris. Ela foi vencida pelo ciclista britânico James Moore.
Visando promover o ciclismo e demonstrar que a bicicleta era viável como meio de transporte para cobrir grandes distâncias, em 1869 aconteceu a primeira prova entre duas cidades percorrendo a distância de 123 km entre Paris e Ruão. O vencedor foi novamente James Moore, que levou 10 horas e 25 minutos para completar o percurso.

## Tipos de provas
O ciclismo de estrada é regulado pela União Ciclística Internacional (UCI) e possui diferentes modalidades, sendo as principais listadas abaixo:

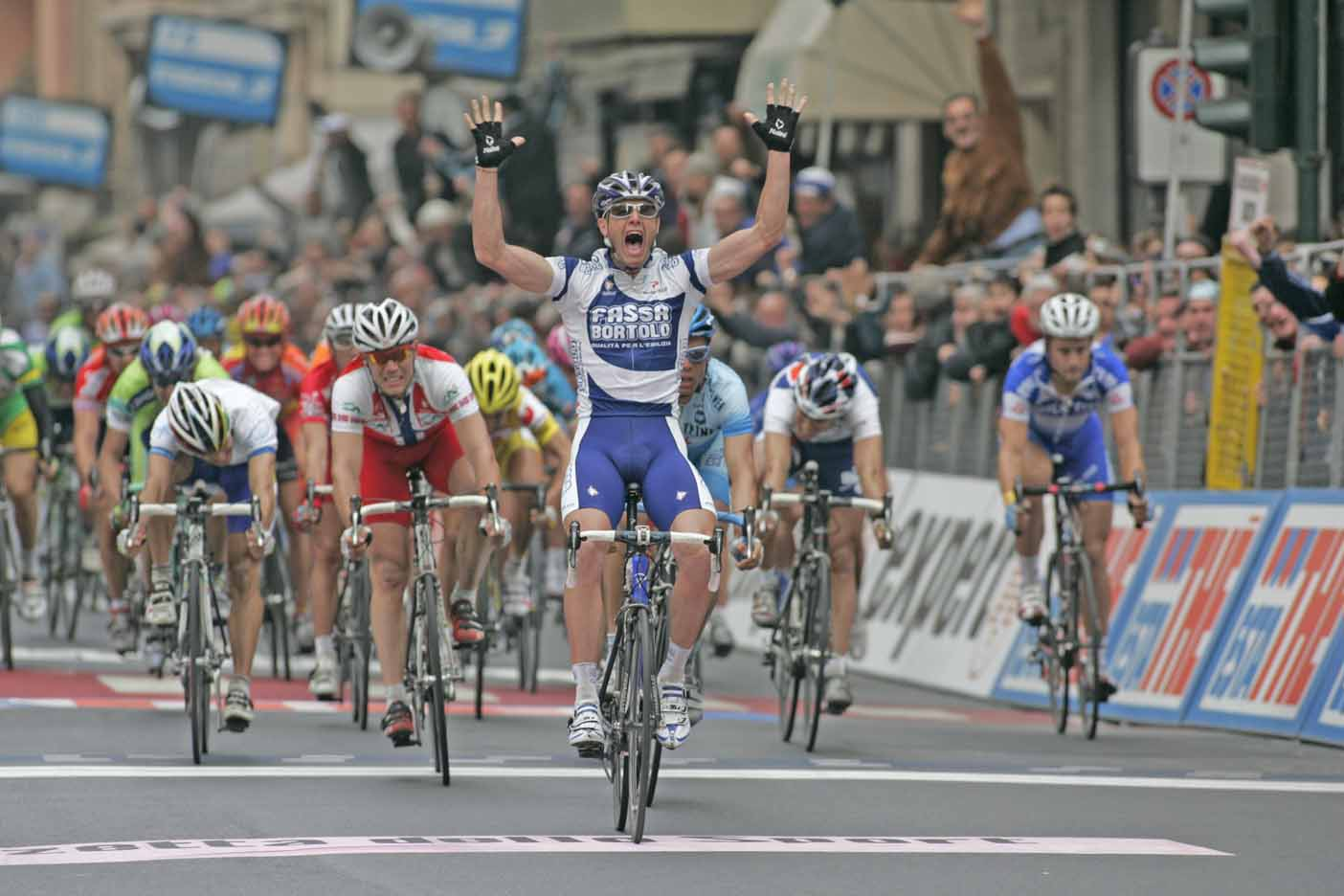
Velocista Alessandro Petacchi vencendo a Milão-São Remo de 2005

### Provas de um dia
São provas que acontecem em um único dia, possuindo apenas uma largada e uma chegada. Estas provas são disputadas apenas por equipes que percorrem distâncias que podem variar de 60 km a 280 km, dependendo da categoria. É declarado vencedor o competidor que primeiro cruzar a linha de chegada. Alguns exemplos de provas deste tipo são a Paris-Roubaix, Milão-Sanremo e Liège-Bastogne-Liège.

### Critérios
São disputadas em circuito fechado à circulação e que seguem uma das seguintes fórmulas:
- Classificação na chegada da última volta.
- Classificação sobre a base do número de voltas completas e do número de pontos obtidos nos sprints intermediários.

O circuito deve ter entre 800m e 10 000m e a distância total da prova pode variar entre 80 km e 150 km.

### Provas individuais contra o relógio
Trata-se de uma modalidade olímpica onde os competidores percorrem entre 15 km e 80 km distância, sendo declarado vencedor aquele que completá-la no menor tempo. Nesta prova os ciclistas largam um de cada vez em intervalos pré-determinados, não é autorizada a formação de pelotão e, no caso de ser alcançado por algum outro competidor, não é permitido aproveitar-se do vácuo. Além disto, é obrigatório guardar uma separação lateral de, ao menos, dois metros de qualquer outro competidor.

### Provas contra o relógio por equipes
Semelhante à prova individual contra o relógio, onde os ciclistas de uma mesma equipe percorrem agrupados distâncias de até 100 km. Todos os ciclistas de uma equipe largam ao mesmo tempo e, caso alcancem outra equipe, não é permitido aproveitar-se do vácuo formado pela equipe alcançada. O tempo final de cada equipe é atribuído a partir de um determinado competidor da equipe, por exemplo o quarto, que pode variar conforme a competição.

### Provas por etapas
Consiste em diversas 'provas' ou 'tiradas' disputadas consecutivamente, devendo acontecer em, no mínimo, dois dias. O competidor que acumular o menor tempo para completar todas as etapas é considerado o vencedor geral. Provas por etapas normalmente possuem outras classificações e premiações como a classificação geral por pontos, geralmente atribuída aos velocistas e classificação geral de montanha. Também é comum que uma ou mais etapas seja do tipo contra o relógio individual. As mais famosas competições deste tipo são o Tour de France, Giro d'Italia e a Vuelta a España.

### Ultra maratona
São provas que possuem uma única etapa que cobre distâncias muito longas e duram normalmente vários dias. A mais conhecida prova desta modalidade é o  Race Across America (RAAM). RAAM é uma corrida que percorre os Estados Unidos da América de costa a costa em uma única etapa e que cobre aproximadamente 3 000 milhas em cerca de uma semana.

## Equipes

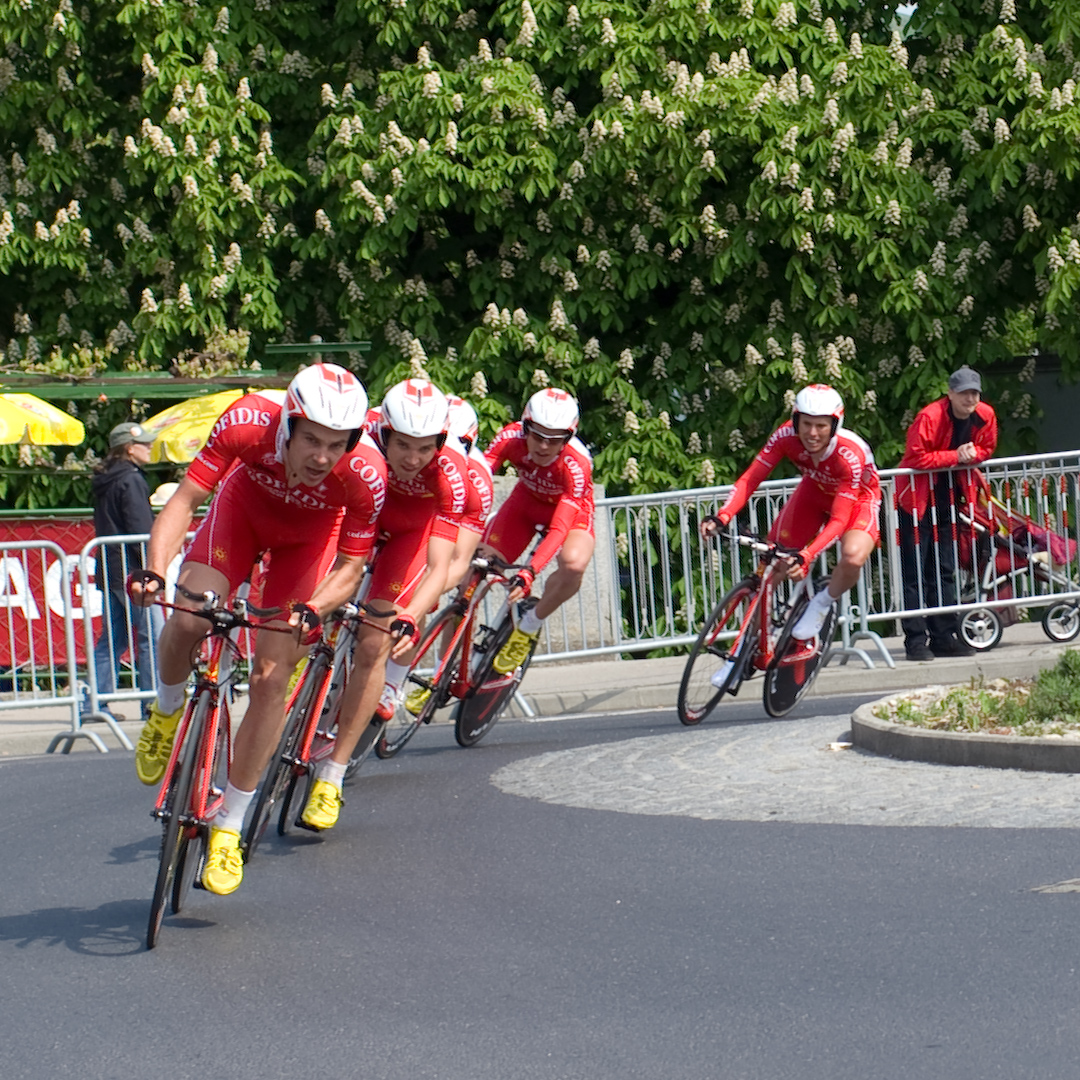
Ciclistas da equipe Cofidis

Mesmo que permaneça o princípio de que o primeiro competidor a cruzar a linha de chegada é o vencedor, muitos ciclistas fazem parte de equipes. Normalmente as equipes dispõem de patrocínios comerciais, sendo que nas equipes profissionais ou semiprofissionais, o nome do principal patrocinador acaba se tornando também o nome da equipe. O tamanho das equipes pode variar de três ciclistas em um evento amador até uma dúzia em uma corrida profissional.
Antes e durante a corrida, os ciclistas de cada equipe decidem entre si qual deles tem a melhor chance de vitória. Entre os fatores que influem nesta escolha estão o relevo, traçado, características da prova, possibilidade de chegada em sprint, entre outros. O restante da equipe se dedicará a ajudar o líder escolhido protegendo-o do vento ou se recusando a perseguir o pelotão no caso de ele escapar, por exemplo, sempre respeitando a estratégia que foi escolhida.
Em corridas profissionais, existe a figura do diretor da equipe que acompanha a competição em um carro próprio da equipe e tem a função de estrategista. Nestes casos, a coordenação da equipe acontece através de rádio entre os ciclistas e o diretor, que também monitora a situação, sugerindo alterações na estratégia conforme os acontecimentos. Por vezes, a influência da comunicação por rádio nas táticas de corrida é alvo de discussão entre os entusiastas do ciclismo. Alguns argumentam que a introdução da comunicação por rádio na década de 1990, diminuiu a importância do conhecimento tático individual de cada ciclista, tornando as corridas menos emocionantes.

## Tipos de ciclistas
Os ciclistas de estrada podem ser separados conforme sua especialidade:
- Escalador: ciclista especialista em subidas de montanhas;
- Contrarrelogista: ciclista especialista em provas individuais contra o relógio;
- Velocista: também conhecido por sprinter, ciclista de grande potência e capaz de atingir grandes velocidades, no entanto não conseguem mantê-la por muito tempo dependendo muito da ajuda dos "gregários" para chegar bem posicionado aos kms finais e ter maior chance de vencer a prova;
- Gregário: ou Domestique, é o corredor que ajuda o líder ou capitão de equipe a vencer. O trabalho do gregário pode ser de todos os tipos: desde fornecer comida e bebida para seu líder e outros companheiros de equipe (que também desempenham o papel de gregário dependendo do desempenho de cada um), até mesmo pedalar bem em frente a um companheiro de equipe reduzindo o arrasto do vento e o ajudando a economizar energia (energia essa fundamental para ser gasta no Sprint final, por exemplo). O gregário é conhecido por ser quem mais trabalha em prol dos objetivos da equipe e pela vitória de algum dos seus companheiros de time, apesar de ser o de menor prestígio e reconhecimento entre o público em geral;
- Passista: é capaz de manter um ritmo de competição por um período prolongado, geralmente por várias horas.

## Objetivo
O objetivo da competição é bastante simples: chegar em primeiro lugar na linha de chegada. Diversas táticas são empregadas para alcançar esta meta. Normalmente, um grupo de corredores tenta escapar do pelotão atacando e fugindo, de maneira a reduzir o número de concorrentes aptos a competir pela vitória. Se esta ruptura não ocorre e o grupo principal chega unido em sua maioria até a reta final, costuma ocorrer uma disputa no último quilômetro ou nos últimos quinhentos metros conhecida como sprint, quando o vencedor costuma ser um atleta cuja principal qualidade é a habilidade para desenvolver, de maneira explosiva, um grande arranque por um curto período de tempo. Normalmente, as equipes dos bons sprinters tentam evitar as escapadas, de modo que sempre haja um sprint ao final da competição.

## Resistência
Durante a competição, é importante que o ciclista preserve suas energias trafegando em grupos, de modo a evitar o desgaste oriundo da resistência do ar.
As etapas contra-relógio são disputadas com medição individual do tempo de cada competidor, geralmente em percursos menores (de até 60 km), que percorrerá todo o trajeto sozinho, pois os ciclistas são liberados para a estrada a intervalos regulares (1, 2 ou 3 minutos) é o usual.